# Тинтава
Тинтава (рум. Tântava) — село у повіті Джурджу в Румунії. Входить до складу комуни Гредінарі.
Село розташоване на відстані 21 км на захід від Бухареста, 58 км на північ від Джурджу, 138 км на південь від Брашова.

## Населення
За даними перепису населення 2002 року у селі проживали 1375 осіб. Усі жителі села рідною мовою назвали румунську.
Національний склад населення села:
| Національність | Кількість осіб | Відсоток |
| -------------- | -------------- | -------- |
| румуни         | 1363           | 99,1%    |
| цигани         | 12             | 0,9%     |